# سولیوان (ایندیانا)
سولیوان، ایندیانا (به انگلیسی: Sullivan, Indiana) یک شهر در ایالات متحده آمریکا با جمعیت ۴٬۲۴۹ نفر است که در ایندیانا واقع شده‌است.

## موقعیت جغرافیایی
موقعیت جغرافیایی شهرها و مناطق اطراف به شرح زیر است: